# SETI@home

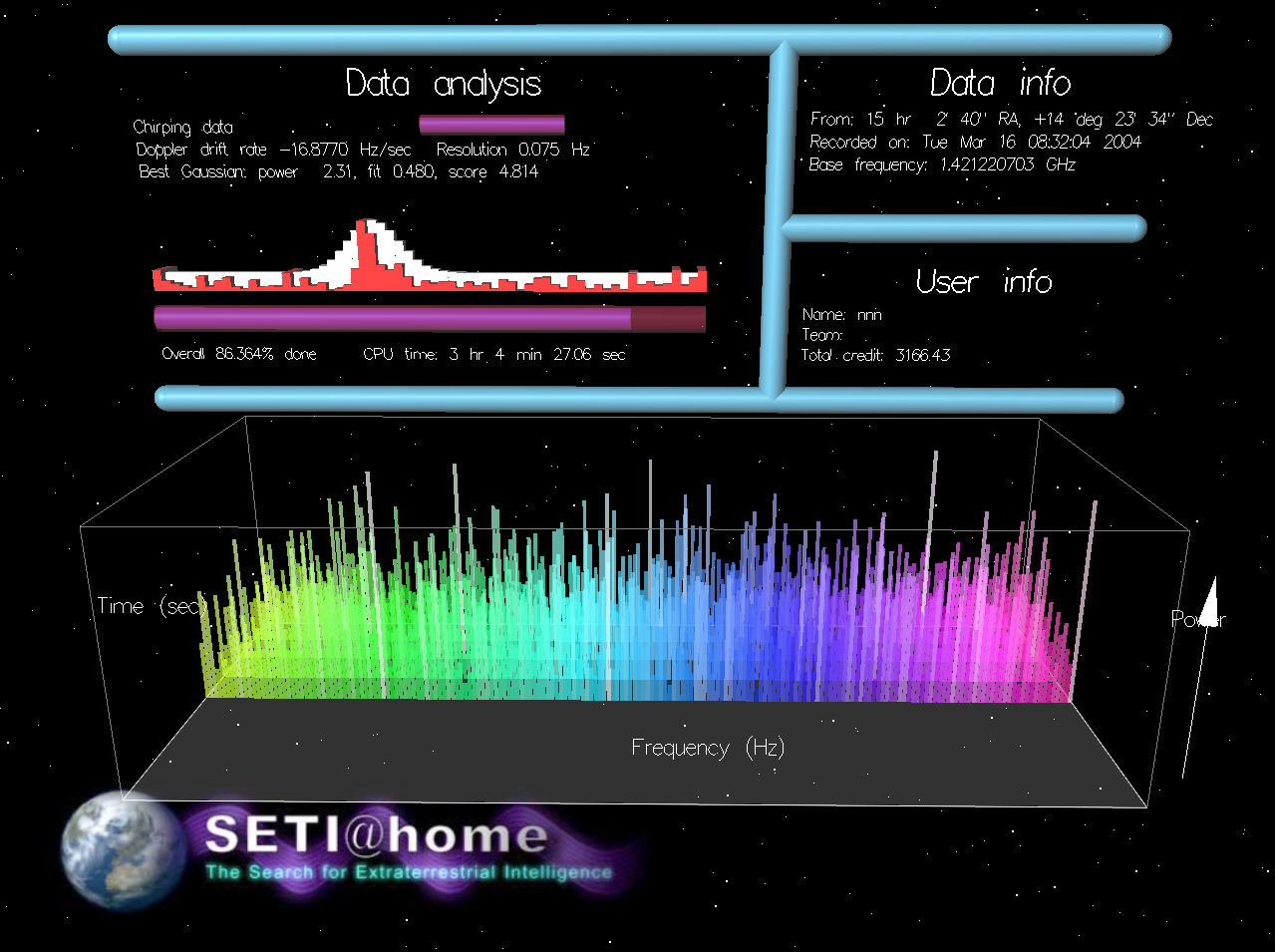
SETI@home, versie 4.45

SETI@home is een onderdeel van het SETI-project, waarin gezocht wordt naar buitenaardse intelligentie. SETI is een acroniem dat staat voor "Search for Extra-Terrestrial Intelligence" ofwel de zoektocht naar buitenaardse intelligentie. Op de Arecibo-radiotelescoop in Puerto Rico lopen constant extra ontvangers mee die gegevens verzamelen voor het SETI@home-project. Er wordt geluisterd naar frequenties rond 1420 MHz (de 21cm-lijn) en per uur wordt er (medio 2006) ongeveer 30 gigabyte aan gegevens verzameld.
Deze gigantische hoeveelheid gegevens moet allemaal geanalyseerd worden. Met SETI@home kunnen mensen een programma installeren dat kleine stukjes ("Work Units") van deze gegevens ophaalt, analyseert en de resultaten vervolgens opstuurt naar SETI. Dit geeft de mogelijkheid om over de hele wereld ongebruikte processortijd te gebruiken van vrijwilligers. Het fenomeen waarbij grote rekentaken worden verdeeld over een heleboel verschillende computers heet distributed computing.
Het SETI@home-project was met zijn start in 1999 het eerste project dat distributed computing op deze schaal ging gebruiken.

## Analyseren van signalen
Het screensaverprogramma SETI@home wordt gebruikt voor het analyseren van uitgebreide algoritmen voor fourieranalyse. De verwerking en verzameling van de deelresultaten van de door de gebruikers doorgerekende geanalyseerde radiosignaalfragmenten vinden plaats op computers van de onderzoeksgroep aan Berkeley. Er wordt gezocht op de volgende specifieke signalen:
- Spikes: Radiogolven in een bepaalde frequentie die sterk genoeg zijn om van het achtergrondgeluid onderscheiden te worden.
- Triplets: Dit zijn 2 spikes na elkaar, met een derde spike er precies tussenin.
- Gaussian: Een signaal dat langzaam sterker wordt, en daarna weer zwakker (gelijkend op een Gaussfunctie).
- Pulse: Een zeer korte verhoging van de sterkte van het signaal.

SETI@home publiceert met enige regelmaat de wetenschappelijke bevindingen die op basis van de resultaten gevonden kunnen worden. Tot op heden zijn wel interessante signalen, de zogenaamde 'candidates', geïdentificeerd, maar een Wow!-signaal is nog niet gevonden.

## BOINC
Door het succes van SETI@home is in 2005 SETI@home niet meer een 'stand-alone'-systeem. Het is opgenomen in de Berkeley Open Infrastructure for Network Computing (BOINC). Dit is een platform voor gedistribueerd rekenen. Bij installatie van BOINC kan deelgenomen worden aan meerdere projecten die allemaal een in te stellen hoeveelheid processortijd krijgen.

## Toekomst
Hoewel er wereldwijd bijna een miljoen mensen deelnemen aan SETI@home, wordt deze wetenschappelijk bedreven zoektocht bedreigd door een tekort aan budgetten. Met name de toekomst van de Arecibo-radiotelescoop wordt bedreigd door bezuinigingen in de Amerikaanse begrotingen.
De onderzoeksgroep is gevestigd in het Space Science Labaratory te Berkeley. Het heeft reeds aangekondigd dat het in het geval van het verdwijnen van deze radiotelescoop andere signaalbronnen, o.a. de Parks-telescoop, opgesteld in Australië, zal gaan gebruiken om het SETI@home-programma te kunnen voortzetten.
Het project probeert via externe fondsenwerving, o.a. via de Planetary Society, de kosten van onderzoek en het draaiende houden van hun uitgebreide computervoorzieningen (webservers, fileservers, databaseservers, signaalsplitters en validators) te bekostigen.

## SETI@Netherlands
De grootste Nederlandse gebruikersgroep van het project ging op 24 september 1999 van start, begonnen door twee jongens uit Lisse. Het initiatief werd snel opgepikt door vele Nederlandse pc-gebruikers die computertijd spenderen aan het doorrekenen van de beschikbaar gestelde signalen en lid werden van dit team. Per geanalyseerd datapakket werd een punt gegeven en door zich te bundelen in een team, worden deze punten opgeteld. Hierdoor ontstond een wereldwijde competitie tussen teams. SETI@Netherlands heeft in deze competitie altijd in de top 10 meegedraaid en heeft momenteel meer dan 3200 leden die samen aan dit project deelnemen. Hiermee is het niet het enige Nederlandse team dat het SETI@home-initiatief helpt, maar wel het grootste Nederlandse team. De gebruikersgroep richtte in 2003 de Stichting SETI@Netherlands op. Deze stichting stelt zich tot doel fondsenwerving en het initiëren van activiteiten ter stimulering, in Nederland, van de zoektocht naar buitenaards leven. De bekendste initiatieven van de stichting zijn het onderhouden van een online leestafel met artikelen over ruimtevaart en astronomie en een internetforum. Hier staan het laatste wetenschapsnieuws en technische tips voor SETI@home en andere BOINC-projecten.